# Marasi
Marasi is een plaats in de gemeente Vrsar in de Kroatische provincie Istrië. De plaats telt 49 inwoners (2001).